# Karangmoncol (Randudongkal)
Karangmoncol is een bestuurslaag in het regentschap Pemalang van de provincie Midden-Java, Indonesië. Karangmoncol telt 7302 inwoners (volkstelling 2010).